# Liste der Riddagshäuser Teiche

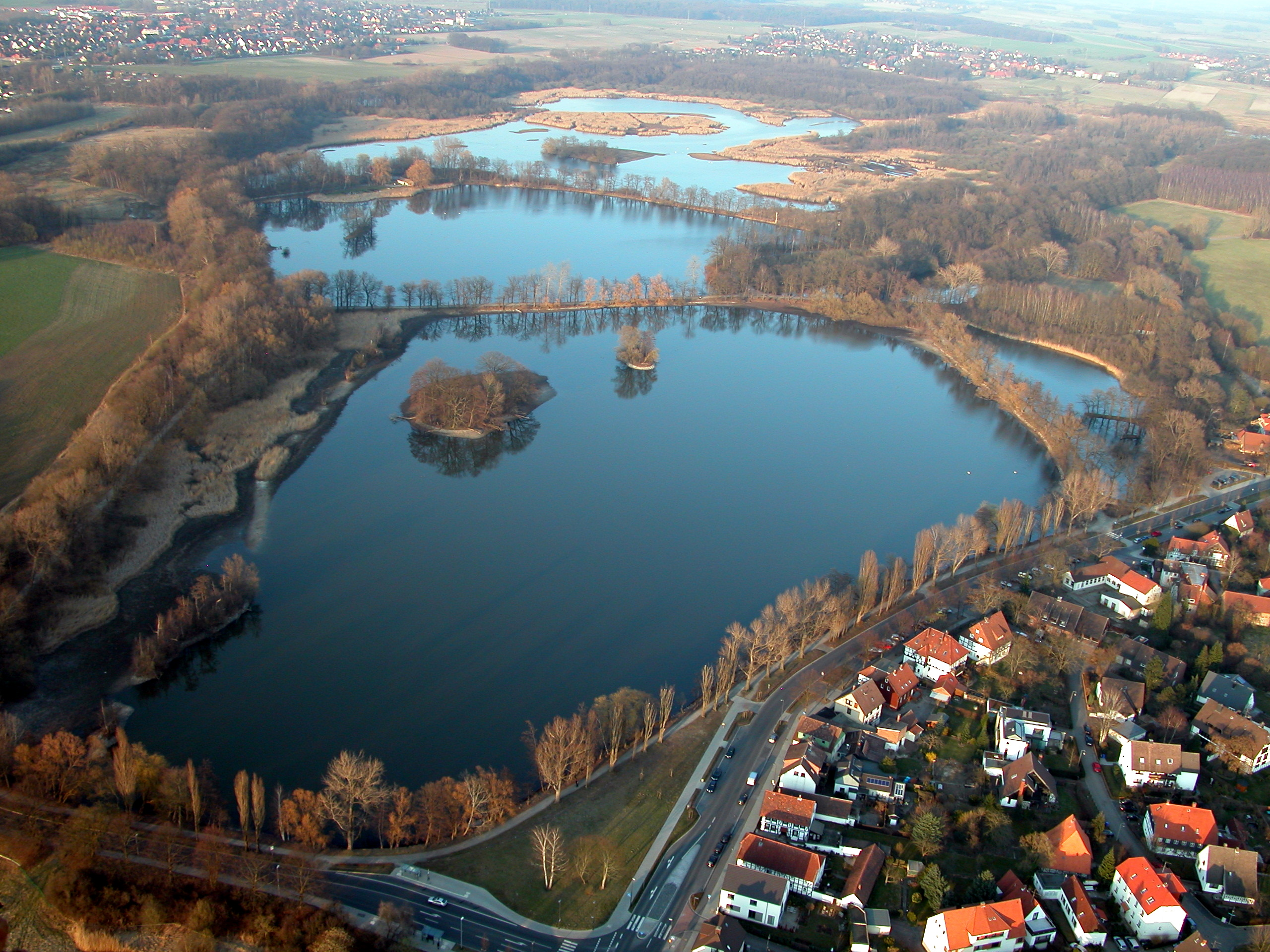
Luftbild der drei größten Teiche in Riddagshausen: Kreuzteich, Mittelteich und Schapenbruchteich

Die Liste der Riddagshäuser Teiche umfasst die in der Regel künstlich angelegten Teiche im Naturschutzgebiet Riddagshausen und im angrenzenden Landschaftsschutzgebiet Buchhorst. Der Abfluss der Teiche erfolgt über den Fischergraben, den Weddeler Graben und den Mönchsteichgraben Richtung Westen zur Wabe.
Die Liste ist alphabetisch sortiert.

## Teiche im Naturschutzgebiet

### Hopfenteich
| Hopfenteich · Riddagshausen (Stadtplan 1:20.000 Stadt Braunschweig 2016) |

- Lage: Nördlich des Nehrkornwegs und östlich des Hauses Entenfang
- Fläche: 0,44 ha[1]
- Höhenlage: 77 m ü. NHN
- Nutzung: Biotop
- Besonderheit:
- Koordinaten: (Karte)

### Jürgensteich
| Jürgensteich · Riddagshausen (Stadtplan 1:20.000 Stadt Braunschweig 2016) |

- Lage: Am westlichen Rand des Schapenbruchteichs, Flur Hasselteich
- Fläche: 0,12 ha
- Höhenlage: 76 m ü. NHN
- Nutzung: Fischteich
- Besonderheit: Nicht für die Öffentlichkeit zugänglich, Weg gesperrt
- Koordinaten: (Karte)

### Kreuzteich

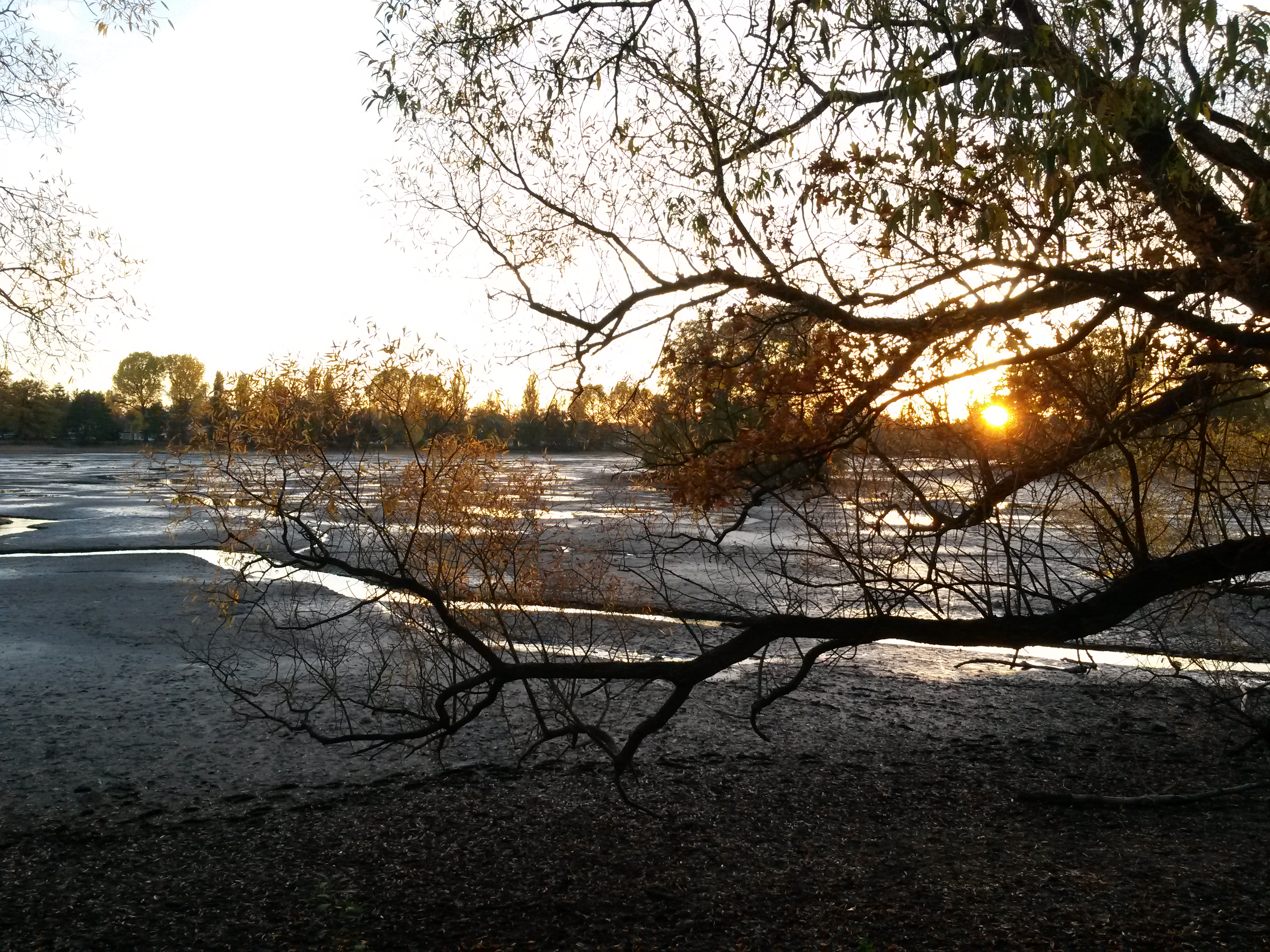
Abendstimmung am Kreuzteich

- Lage: Unmittelbar an der Ebertallee
- Fläche: 12 ha
- Höhenlage: 75 m ü. NHN
- Nutzung: Fischteich
- Besonderheit: Beliebte Schlittschuhlauf-Fläche
- Koordinaten: (Karte)

### Lagesteich

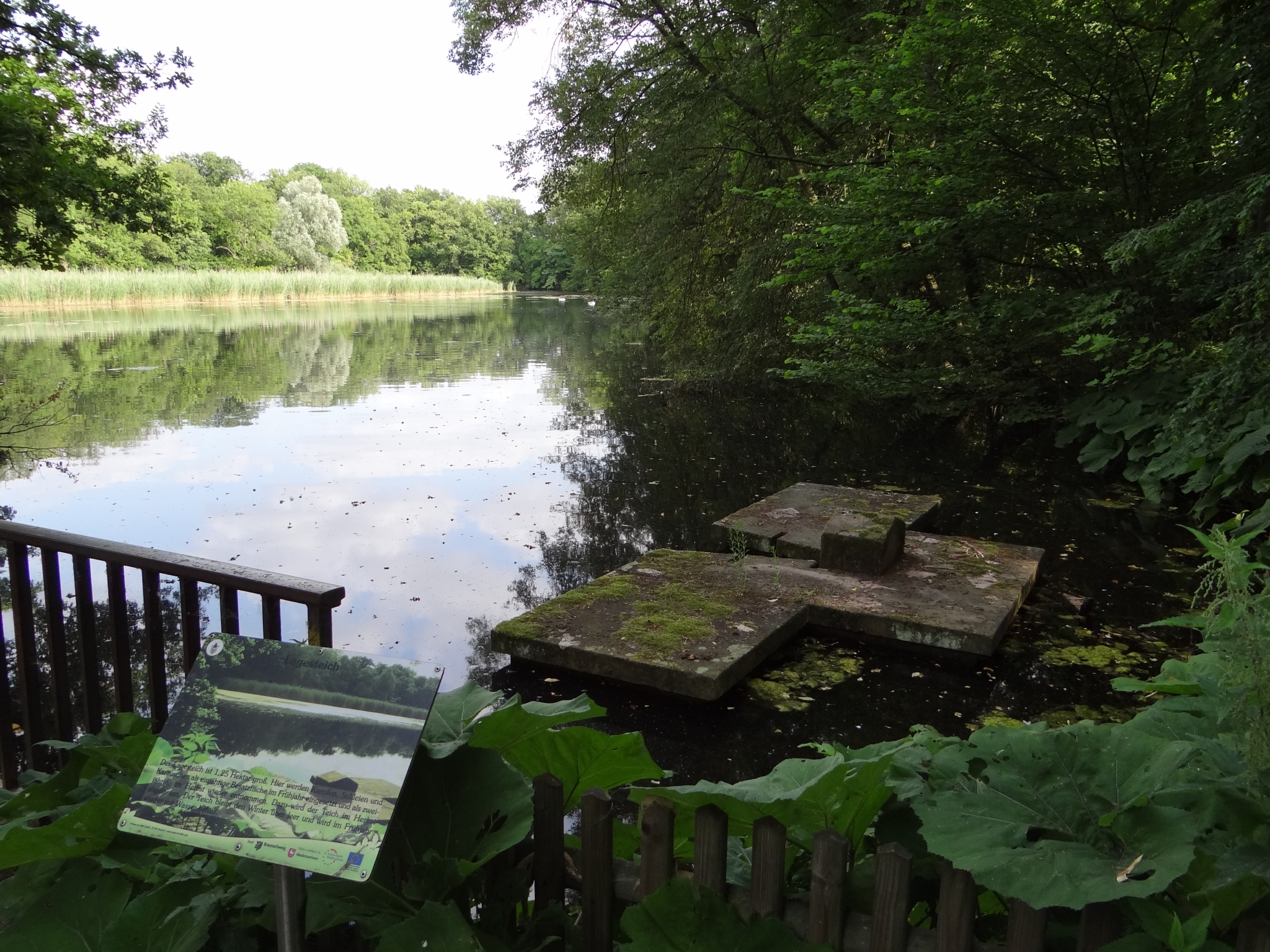
Lagesteich Nordseite mit Ablaufbauwerk Mönch und Informationstafel

- Lage: Südlich des Klostergeländes am Kleidersellerweg
- Fläche: 1,25 ha
- Höhenlage: 75,5 m ü. NHN
- Nutzung: Fischteich
- Besonderheit:
- Koordinaten: (Karte)

### Mittelteich

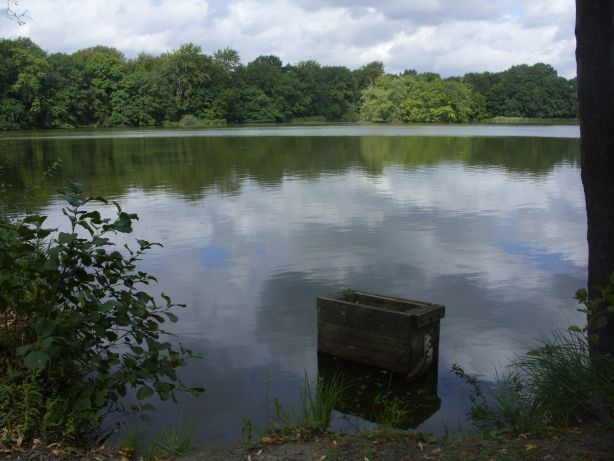
Mittelteich mit Abflussbauwerk Mönch

- Lage: Zwischen Kreuzteich und Schapenbruchteich
- Fläche: 10 ha
- Höhenlage: 75 m ü. NHN
- Nutzung: Fischteich
- Besonderheit:
- Koordinaten: (Karte)

### Neuer Bleeksteich

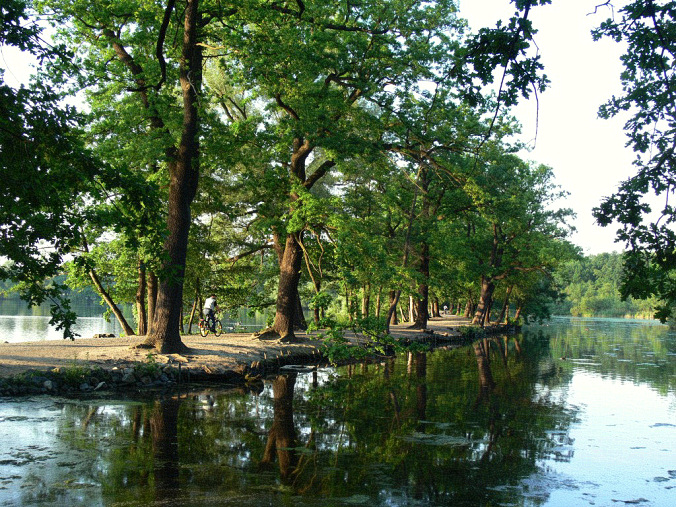
Blick auf den Dr.-Wilke-Weg zwischen Bleeksteich (rechts) und Kreuzteich

- Lage: Östlich des Kreuzteichs am Dr.-Wilke-Weg
- Fläche: 1,41 ha
- Höhenlage: 76 m ü. NHN
- Nutzung: Fischteich
- Besonderheit:
- Koordinaten: (Karte)

### Reinertsteich
| Reinertsteich · Riddagshausen (Stadtplan 1:20.000 Stadt Braunschweig 2016) |

- Lage: Am Nordrand des Naturschutzgebiets
- Fläche: 0,68 ha (6.800 m²)
- Höhenlage: 77 m ü. NHN
- Nutzung: Fischteich
- Besonderheit: Randbereich für den öffentlichen Zugang gesperrt.
- Koordinaten: (Karte)

### Teich zwischen Reinertsteich und Schapenteich

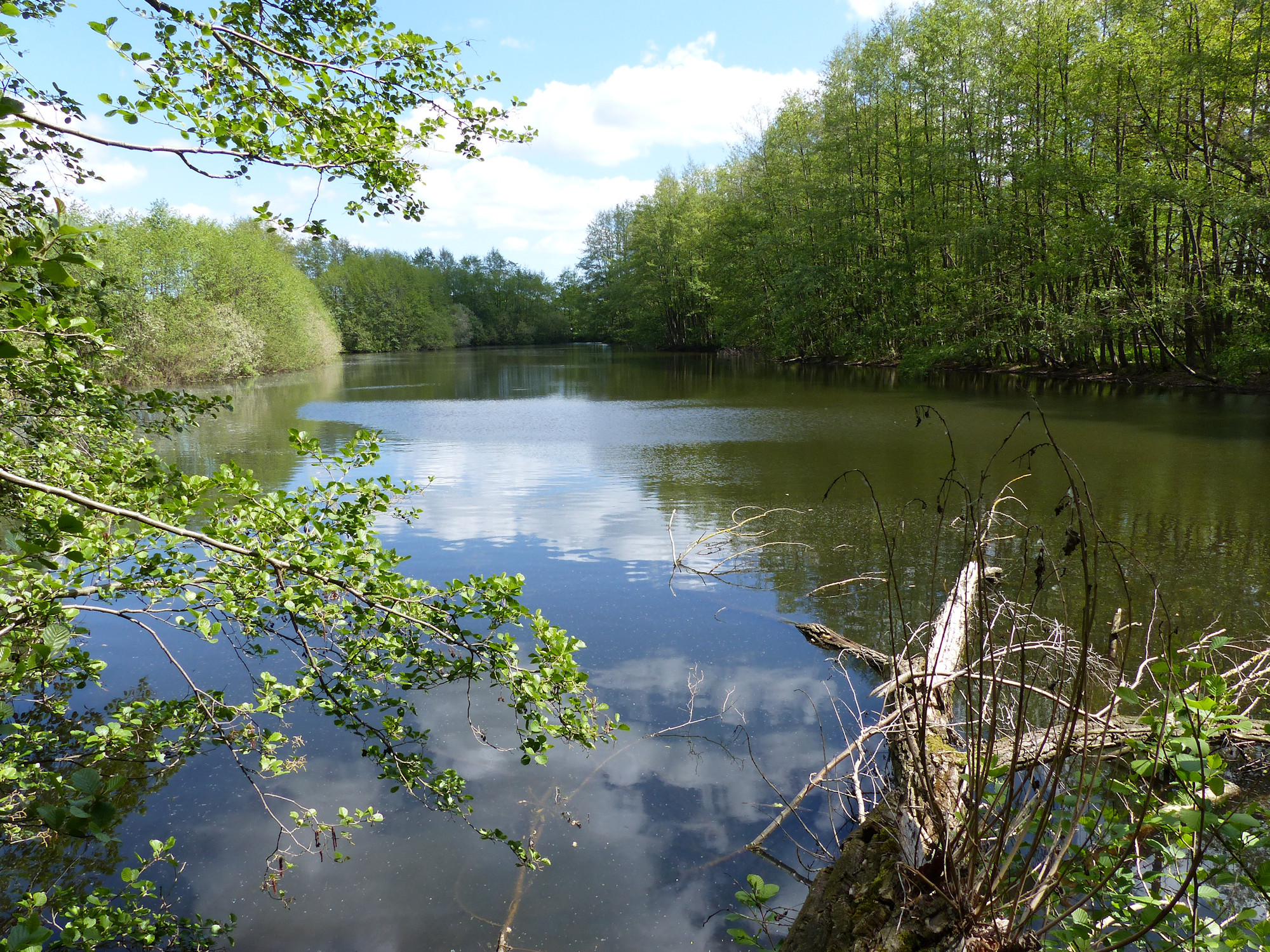
Blick über den Teich Richtung Osten (2019)

- Lage: Östlich des Reinertsteiches, Flur Schapenkamp
- Fläche: 1,42 ha
- Höhenlage: 77 m ü. NHN
- Nutzung: Biotop
- Besonderheit: Anlage etwa 2000
- Koordinaten: (Karte)

### Schapenteich
| Schapenteich · Riddagshausen (Stadtplan 1:20.000 Stadt Braunschweig 2016) |

- Lage: Westlich von Schapen
- Fläche: 0,58 ha
- Höhenlage: 78 m ü. NHN
- Nutzung: Biotop
- Besonderheit:
- Koordinaten: (Karte)

### Schapenbruchteich

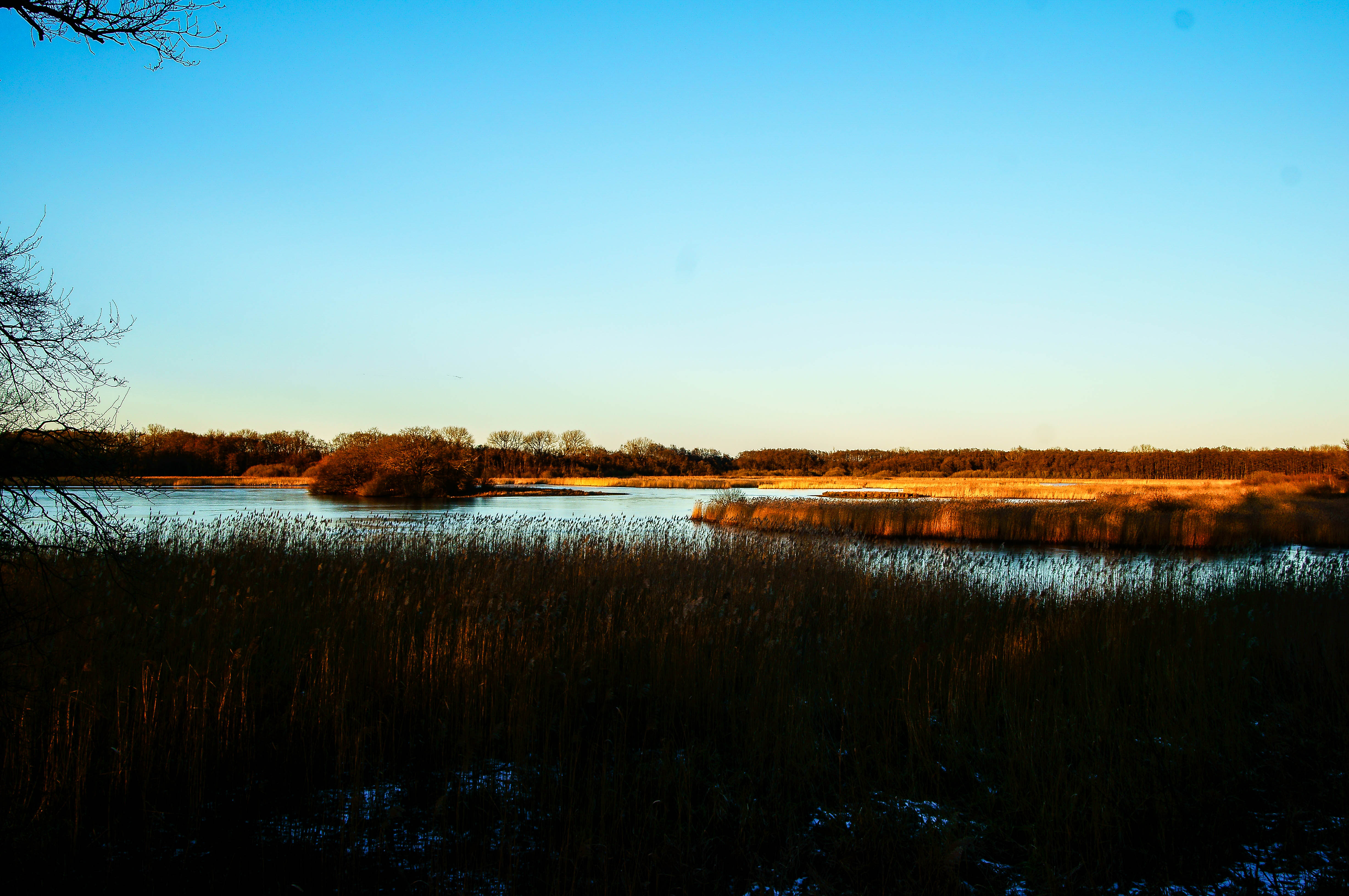
Schapenbruchteich

- Lage: Ausdehnung zwischen Gliesmarode und Schapen
- Fläche: 21 ha
- Höhenlage: 75,4 m ü. NHN
- Nutzung: Flachwasser mit Inseln
- Besonderheit: Größter Teich mit vielen trocken fallenden Bereichen. Siehe auch Naturschutzgebiet Riddagshausen, Schapenbruchteich.
- Koordinaten: (Karte)

### Spitzer Teich

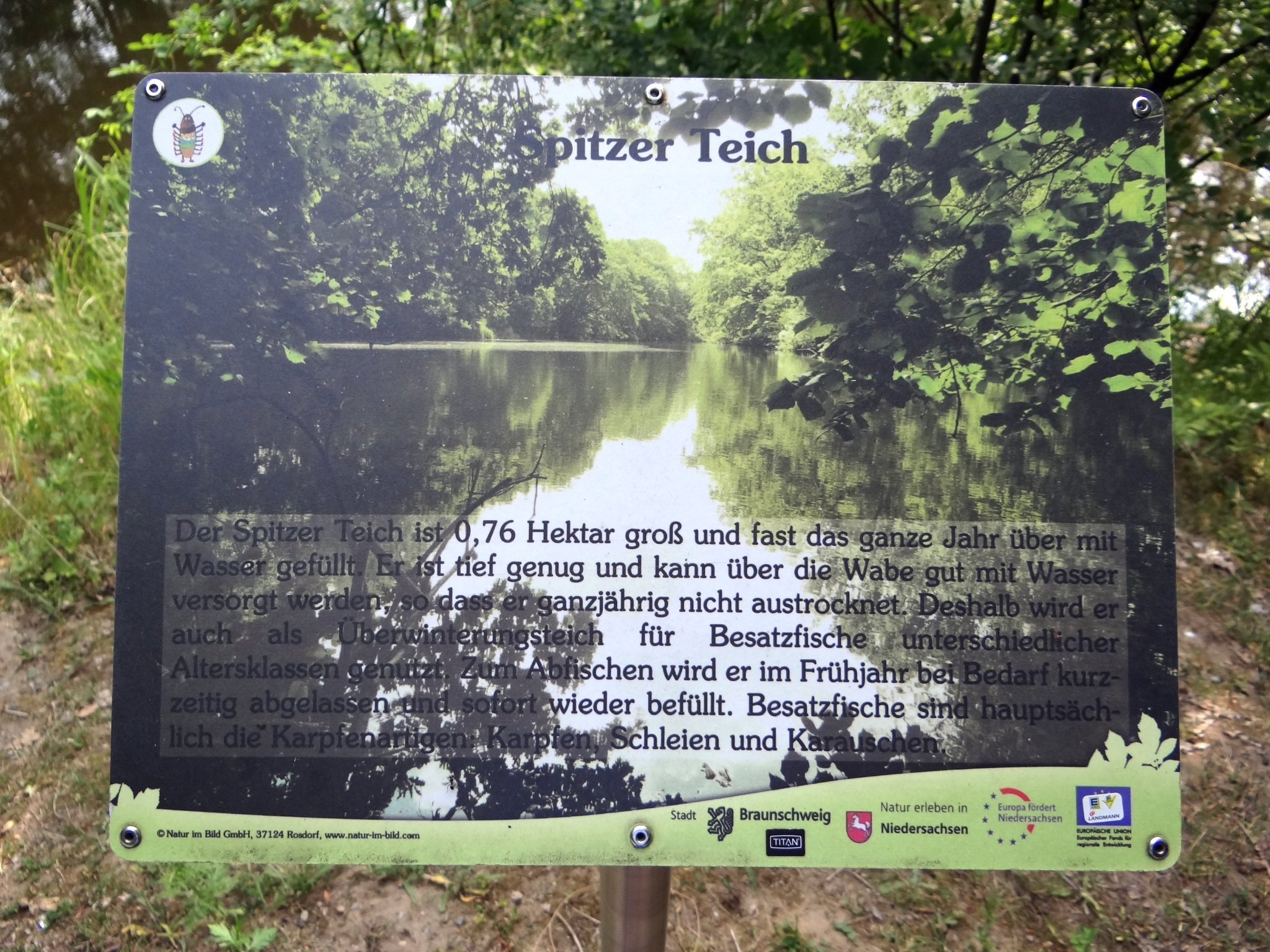
Informationstafel am Spitzen Teich

- Lage: Zwischen Klostergelände und Gaststätte Grüner Jäger am Kleidersellerweg
- Fläche: 0,76 ha
- Höhenlage: 75,5 m ü. NHN
- Nutzung: Fischteich
- Besonderheit: Spitz zulaufende Form
- Koordinaten: (Karte)

### Wiedigsteich
| Wiedigsteich · Riddagshausen (Stadtplan 1:20.000 Stadt Braunschweig 2016) |

- Lage: Nordöstlich des Kreuzteichs in der Sichtachse des Dr.-Wilke-Wegs
- Fläche: 0,75 ha (ohne Wasserfläche nördlich des Damms)
- Höhenlage: 76 m ü. NHN
- Nutzung:
- Besonderheit:
- Koordinaten: (Karte)

### Ziegelkampteich
| Ziegelkampteich · Riddagshausen (Stadtplan 1:20.000 Stadt Braunschweig 2016) |

- Lage: Ziegelkamp, am westlichen Rand des Schapenbruchteichs
- Fläche: 0,26 ha
- Höhenlage: 76 m ü. NHN
- Nutzung: Fischteich
- Besonderheit: Nicht frei zugänglich
- Koordinaten: (Karte)

## Teiche im Landschaftsschutzgebiet Buchhorst

### Kauleteich

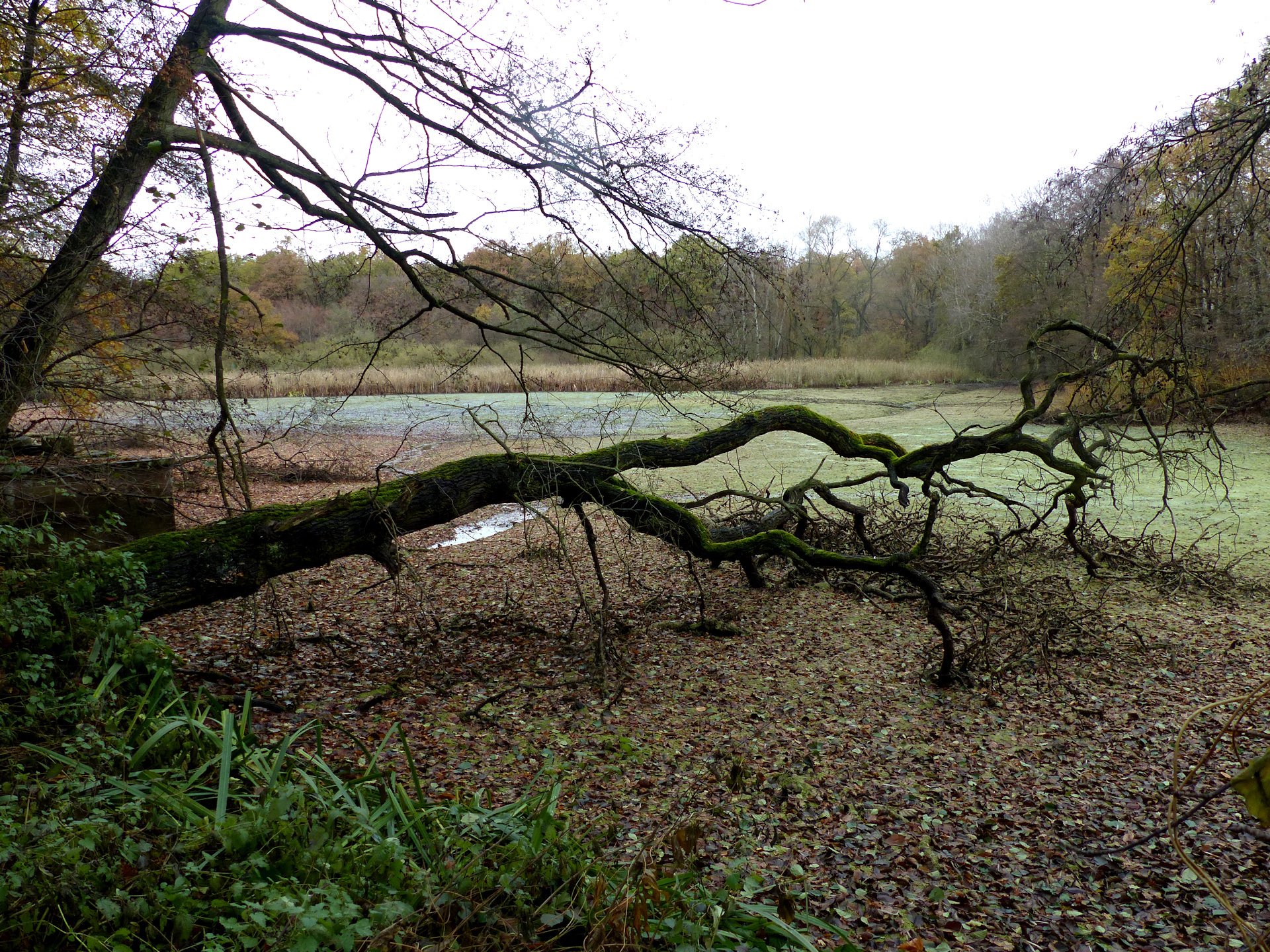
Kauleteich im Herbst, links das Ablaufbauwerk.

- Lage: Westrand der Buchhorst Im Kaulenfelde
- Fläche: 0,92 ha
- Höhenlage: 79 m ü. NHN
- Nutzung: Fischteich
- Besonderheit: Begrenzt durch ehemaligen Bahndamm, mehrere Zuflüsse aus Waldgräben, einer davon als Naturdenkmal ND-BS28 ausgewiesen,  Abfluss zur Wabe
- Koordinaten: (Karte)

### Mönchsteiche

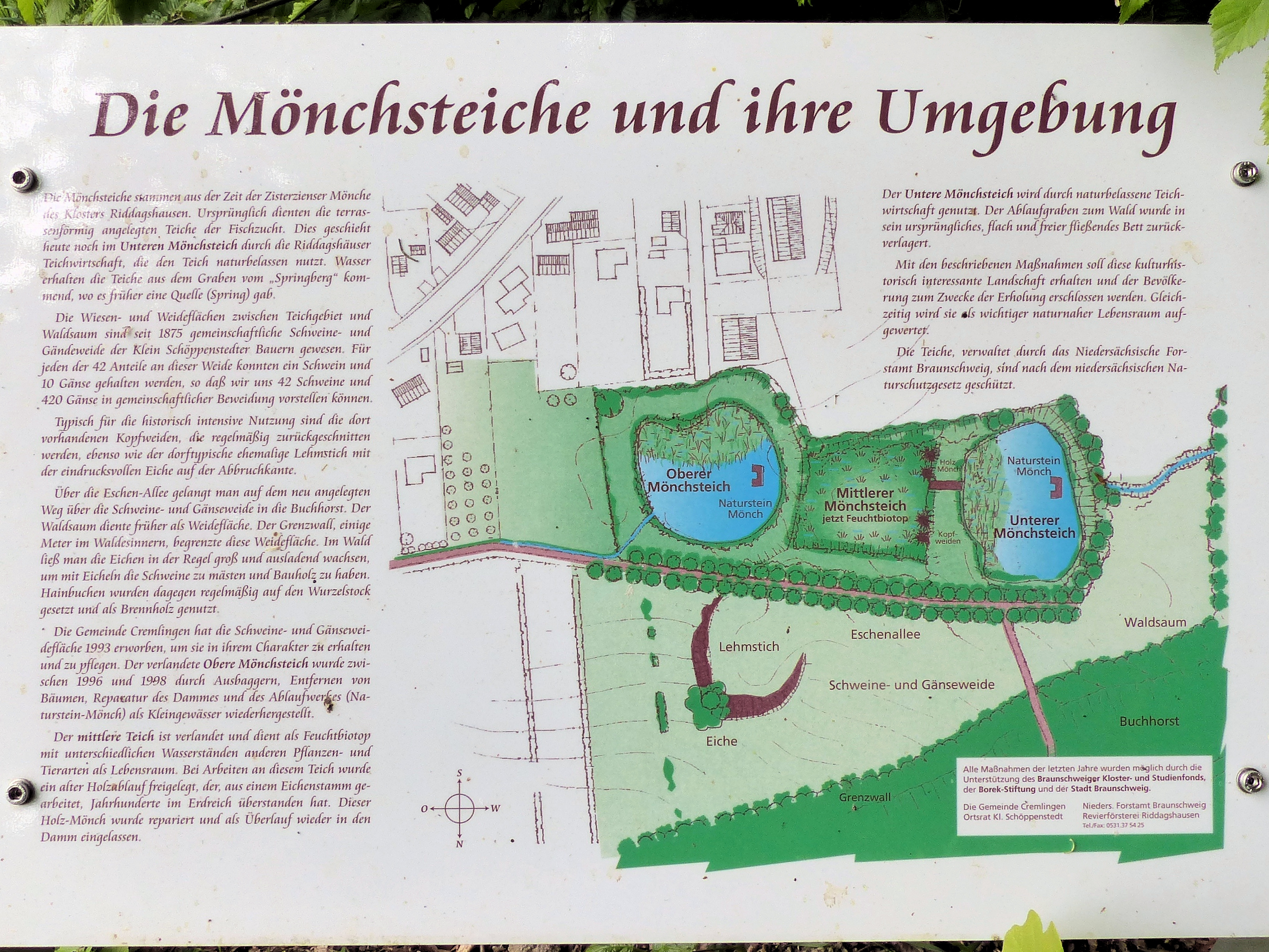
Informationstafel bei den Mönchsteichen

- Lage: Westlicher Ortsrand von Klein Schöppenstedt Am Springberge
- Fläche: 0,19 ha
- Höhenlage: 87 m ü. NHN
- Nutzung: Fischteich
- Besonderheit: Teichgruppe, mittlerer Teich verlandet, Abfluss zum Kaulenteich
- Koordinaten: (Karte)

## Außerhalb der geschützten Gebiete
Auch der Lünischteich wurde von den Mönchen des Klosters angelegt und liegt auf dem Gebiet des Stadtteils Riddagshausen. Er gehört jedoch nicht zum Naturschutzgebiet Riddagshausen bzw. zum Landschaftsschutzgebiet Buchhorst.